# Kde je zakopán pes

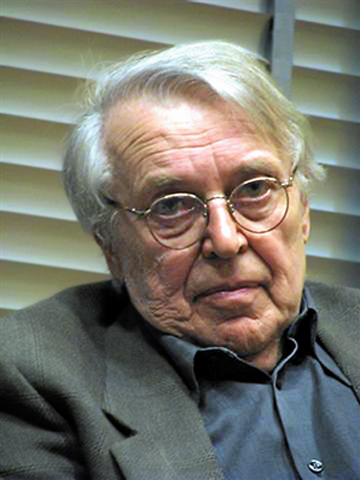
Pavel Kohout

Kde je zakopán pes je román českého spisovatele Pavla Kohouta. Podtitulem knihy je „memoáromán“, což odkazuje na deníkovou a autobiografickou formu románu. Děj probíhá ve dvou časových rovinách, jedno vyprávěcí pásmo je usazeno ve druhé polovině 70. let, kdy je hlavní hrdina vydírán a terorizován mocenským aparátem (patrně Státní bezpečností), druhá linie vyprávění popisuje události od začátku 60. let až do začátku děje v druhé časové rovině. Kniha tak je jakousi kronikou uvolňování společenské atmosféry až k Pražskému jaru 68, sovětské okupace, nástupu normalizace a vzniku okruhu kolem Charty 77. Všechny postavy vystupují pod skutečnými jmény, patří k nim například Václav Havel nebo Pavel Landovský. Vypravěč děj vypráví svému psovi, jezevčíku Edisonovi. Knihy vyšla prvně v exilovém nakladatelství Index v Kolíně nad Rýnem roku 1987, v Česku ji prvně vydalo brněnské nakladatelství Atlantis roku 1990.
Zajímavostí je, že jakousi polemikou s Kohoutovým sebezobrazením v tomto díle je román Indiánský běh jeho dcery Terezy Boučkové. Ta později uvedla, že ji jak Kohout, tak Václav Havel tlačili k vyškrtnutí některých citlivých pasáží této knihy.
Miroslav Zelinský ve Slovníku české prózy (1994) k tomuto tématu uvedl: „Umná práce s kompozicí napínavých scén a s jazykem vůbec je ukázkou výrazových možností češtiny, někdy však ve své extenzivnosti působí až manýristicky. Značnou roli hraje osobnostní prezentace autora. Kohout učinil záměrně sebe sama jediným soudcem a mírou všech hodnot. Toto gesto nelze chápat jen jako projev velikášského sebezhlížení, je v něm totiž také určitá míra sebekritické ironie k vlastní minulosti. Plní tak funkci jakési ochranné masky zakrývající vlastní stud. Román jako celek je detailním, autentickým a adresným, ale také jednostranným a subjektivním svědectvím o mravním selhání kulturní fronty po porážce ideálů Pražského jara.“